# ファニー・ブルームフィールド・ツァイスラー
ファニー・ブルームフィールド・ツァイスラー、ファニー・ツァイスラー（Fannie Zeisler, Fannie/y Bloomfield-Zeissler, 1863年7月16日 - 1927年8月20日）は、オーストリア領シレジア出身のピアニスト。
ファニー・ブルーメンフェルト（Fannie Blumenfeld）としてオーストリア領シレジア、ビーリッツ（ビェルスコ＝ビャワ）に生まれる。モーリス・ブルームフィールドは弟、レナード・ブルームフィールドは甥にあたる。
1868年に家族とともにシカゴへと移住し、そこでベルンハルト・ツェーン（Bernhard Zehn）、カール・ヴォルフゾーン（Carl Wolfsohn）にピアノを学ぶ。アメリカ移住後に一家はブルームフィールドに改姓する。1875年2月（11歳）にシカゴで最初のコンサートを開き、ピアニストとしてデビューした彼女は、1878年にはウィーンに渡りテオドル・レシェティツキに学び、5年後アメリカへ戻る。1885年にニューヨークへデビューして以降、北米とヨーロッパの各地でピアニストとして活躍し、アントン・ルビンシテインやイグナツィ・パデレフスキと比較されるほどの成功を収め、「アメリカ最高のヴィルトゥオーゾ」と評された。
1885年、ウィーン時代に親しくなった同郷の従兄弟にあたる弁護士、ジクムント・ツァイスラーと結婚し、のちに三児をもうける。シカゴのブッシュ・テンプル・オブ・ミュージックや個人で教育活動にも携わる。1925年には、シカゴ交響楽団との共演でデビュー五十周年を祝う演奏会を開き、1927年、心臓発作によってシカゴで没した。
彼女の演奏はピアノロールに多く残されている。同時代の作品からルートヴィヒ・ヴァン・ベートーヴェンのソナタ、バロック期の作品まで大量のレパートリーを持ち、18日間に7回のピアノ・リサイタルを行ったが、すべてプログラムが異なっていたというエピソードがある。